# Acanthodelta joiceyi
Acanthodelta joiceyi là một loài bướm đêm trong họ Noctuidae.